# Parazoa
Parazoe su odjeljak životinja (Animalia) u koji pored spužvi (Porifera) spada još samo jedna jedina vrsta Trichoplax adhaerens, jedina vrsta unutar koljena Placozoa. Zajedničko ovim životinjama je u prvom redu negativna definicija: nemaju specijalizirana tkiva kao što su nervna i mišićna tkiva, nemaju nikakve organe i nemaju ni jednu vrstu simetrije tijela.
Prema danas prevladavajućoj kladističkoj sistematici parazoe nisu prirodna grupa, jer njihove određujuće osobine nisu amorfne. To znači, da sve ove gore nabrojane osobine čine, vjerojatno, primitivne osobine svih životinja, pa se time ne mogu koristiti za razgraničenje između parazoa (životinje bez tkiva) i pravih mnogostaničara (Eumetazoa). Placozoe su vjerojatno srodnije pravim mnogostaničarima nego spužvama. Ovo možda znači, da su spužve parafiletička grupa, što znači da ne sadrže sve slijednike zadnjih zajedničkih predaka. Kako, međutim, Wikipedija slijedi tradicionalnu sistematiku, ovdje se zadržava podjela na parazoe i prave mnogostaničare.

## Klasična sistematika
Sljedeća podjela daje klasifikaciju klasične sistematike:
- Mnogostaničari (Metazoa)

- Parazoa

- Spužve (Porifera)
- Placozoa

- Pravi mnogostaničari (Eumetazoa)

## Kladistička sistematika
Ovdje su iste grupe životinja svrstane prema kladističkoj sistematici:
- Mnogostaničari (Metazoa)

- Spužve (Porifera)
- Epiteliozoa

- Placozoa
- Eumetazoa